# Palmyra (Illinois)
Palmyra é uma vila localizada no estado americano de Illinois, no Condado de Macoupin.

## Demografia
Segundo o censo americano de 2000, a sua população era de 733 habitantes.
Em 2006, foi estimada uma população de 722, um decréscimo de 11 (-1.5%).

## Geografia
De acordo com o United States Census Bureau tem uma área de
2,6 km², dos quais 2,6 km² cobertos por terra e 0,0 km² cobertos por água. Palmyra localiza-se a aproximadamente 207 m acima do nível do mar.

## Localidades na vizinhança
O diagrama seguinte representa as localidades num raio de 20 km ao redor de Palmyra.